# Barthélemy Prieur

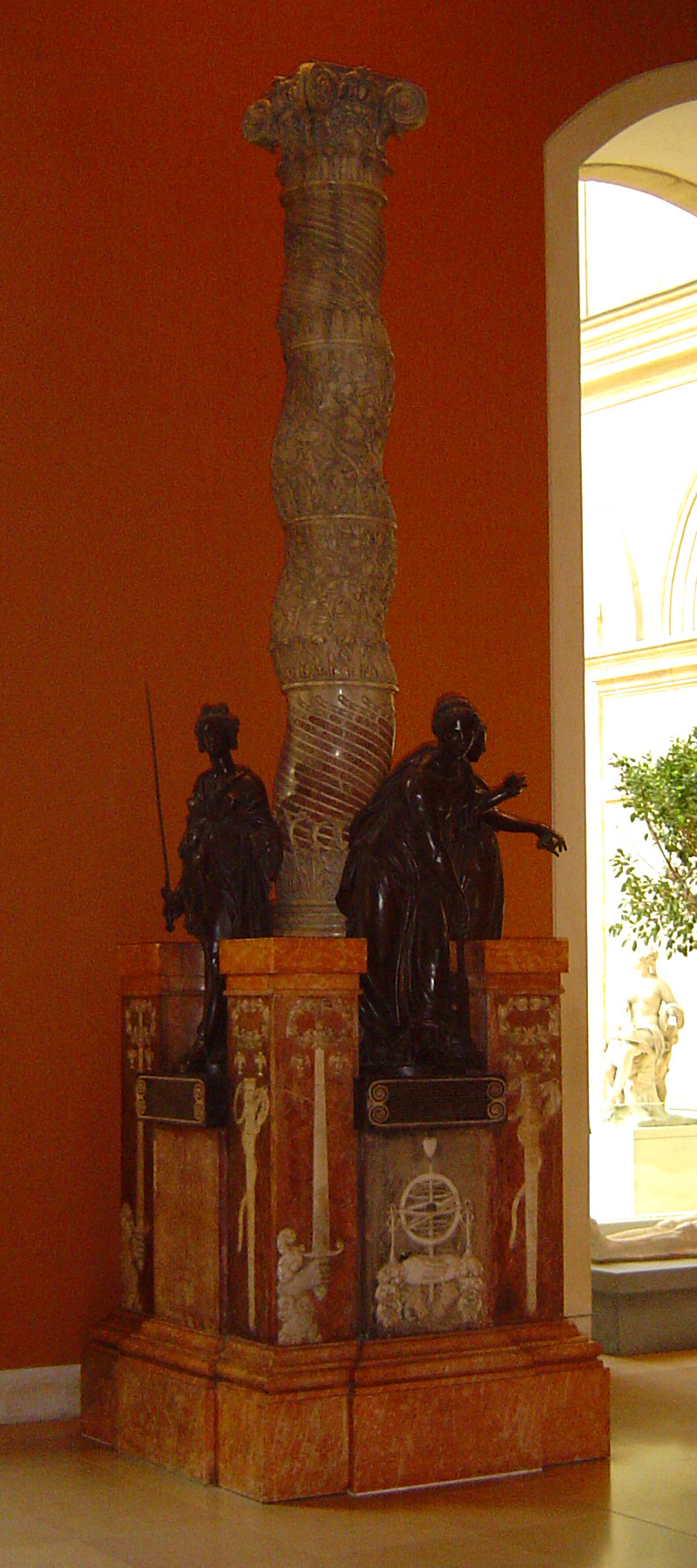
Monumentet över konnetabeln Anne de Montmorency.

Barthélemy Prieur, född omkring 1536 i Berzieux i Champagne, död 1611, var en fransk bildhuggare. 
Prieur var lärjunge till Germain Pilon och utbildade sig vidare i Rom. Han blev hovskulptör 1594. Hans främsta verk finns i Louvren, nämligen en marmorbild av Anne de Montmorency, konnetabel av Frankrike (död 1567), förut befintlig i kyrkan i Montmorency, ädel i uttryck och enkel i hållning; vidare en bild av dennes gemål, likaledes med ett ädelt skildrat huvud, blott något sirlig i draperiet, samt tre figurer i brons, tagna från monumentet över samme Montmorency i Celestinkyrkan: Freden, Rättvisan och Överflödet, "ej alldeles fria i rörelsen, men icke affekterade, och med rikt draperi", som det heter i Nordisk familjebok. 